# Jeanneke Pis

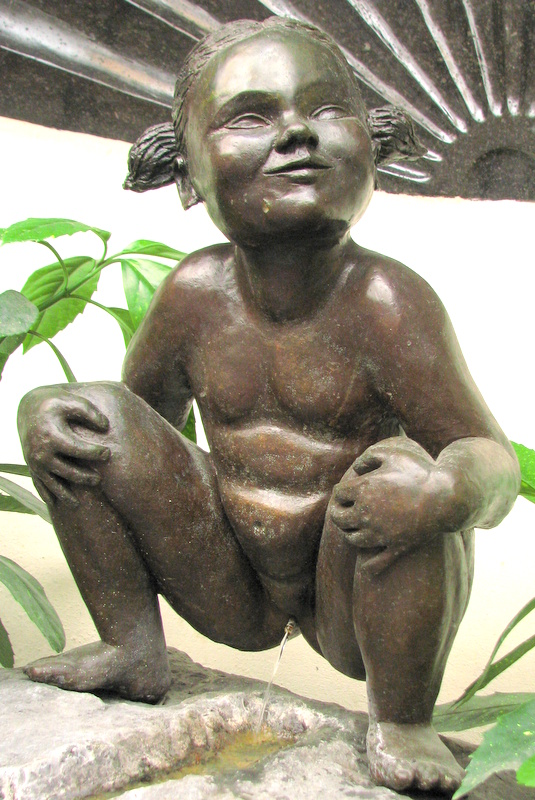
Jeanneke Pis

Jeanneke Pis (en dialecto de Bruselas ‘niña que orina’) es una estatua y fuente ubicada cerca de la plaza Mayor (Grand'Place / Grote Markt) de Bruselas, Bélgica. Es la contraparte femenina del Manneken Pis, símbolo de la ciudad, estando situada a aproximadamente la misma distancia de la plaza Mayor que este, pero al otro lado. A estos dos monumentos se les considera hermanos.
La estatua fue esculpida por Denis-Adrien Debouvrie en 1985 e inaugurada en 1987. De unos 50 cm de alto y tallada en piedra caliza azul grisácea, representa a una niña con el pelo recogido en coletas, orinando en cuclillas, aparentemente con mucha calma y aspecto burlón. Está situada en el lado este del Impasse de la Fidélité / Getrouwheidsgang («Callejón de la Fidelidad»), cerca de la Rue des Bouchers / Beenhouwersstraat («Calle de los Carniceros»).

## Galería

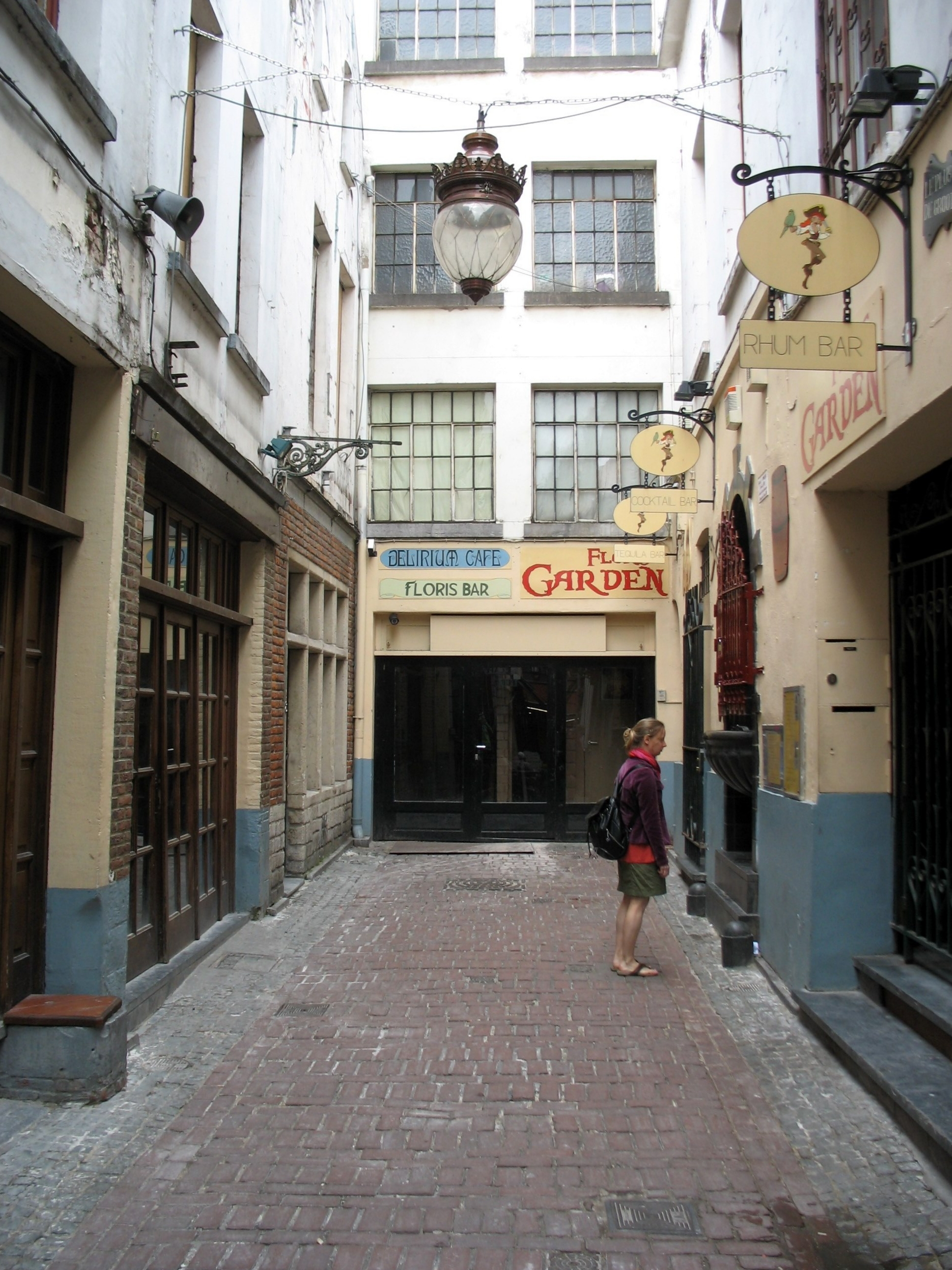
Localización
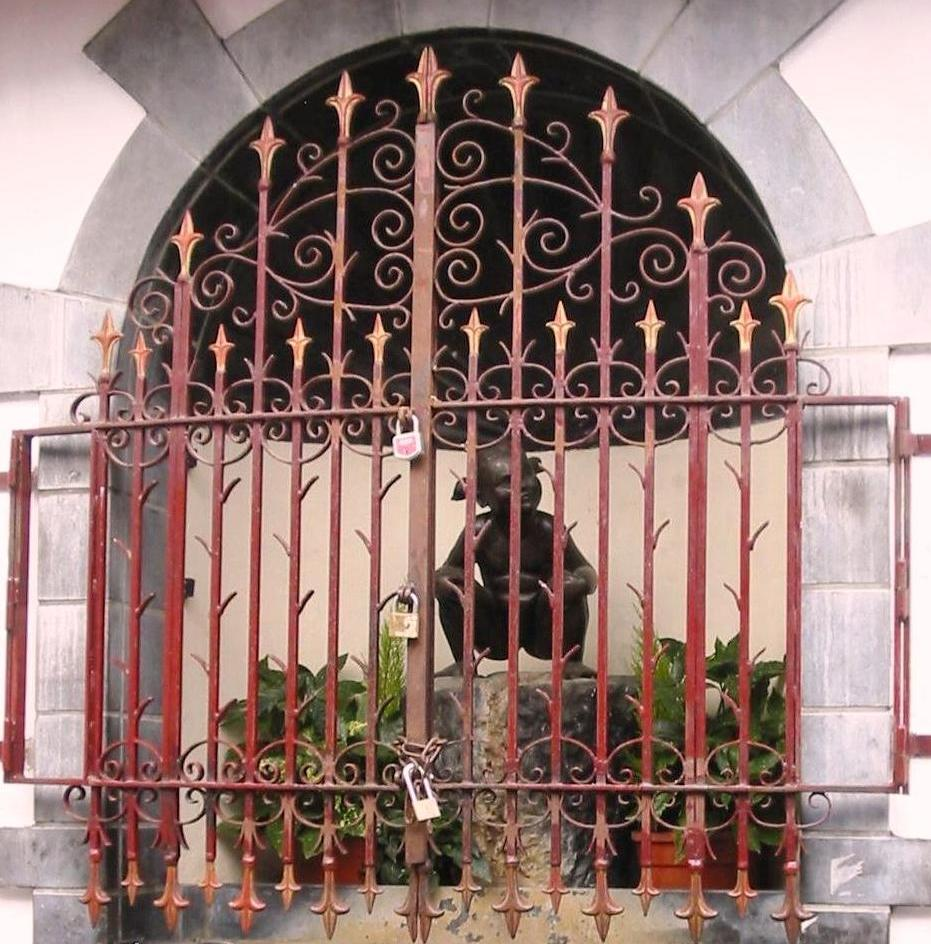
Vista con la reja